# 4564 Clayton
4564 Clayton (1981 ET16) là một tiểu hành tinh vành đai chính được phát hiện ngày 6 tháng 3 năm 1981 bởi Schelte J. Bus ở Đài thiên văn Siding Spring trong khóa học thuộc Khảo sát tiểu hành tinh Schmidt-Caltech vương quốc Anh.